# Nelson McDowell
Nelson McDowell (14 de agosto de 1870 - 3 de noviembre de 1947) fue un actor estadounidense. Apareció en 176 películas entre 1917 y 1945.
Nació en Greenville, Misuri y murió en Hollywood, California, después de suicidarse.

## Filmografía seleccionada
- The Scarlet Car (1917)
- Masked (1920)
- The Last of the Mohicans (1920)
- Oliver Twist (1922)
- Idaho (1925)
- The Frontier Trail (1926)
- Fighting with Buffalo Bill (1926)
- The Vanishing Rider (1928)
- Queen of the Northwoods (1929)
- The Devil's Cabaret (1930)
- The Last of the Mohicans (1932)
- The Dawn Rider (1935)